# ソウルリヴァイヴァー
『ソウルリヴァイヴァー』は、原作/構成/キャラクターデザイン：藤沢とおる、作画：秋重学による日本の漫画作品。『月刊ヒーローズ』（ヒーローズ）2012年1月号から2015年1月号まで連載。2015年2月号から2016年3月号まで、原作の藤沢とおる自身が執筆する『ソウルリヴァイヴァー SOUTH』が連載され、こちらは3巻まで刊行された。
“死”と“無”の狭間「死界」から「魂」を救出（サルベージ）することができる主人公たちが、死界から死者の魂を現実へ連れ戻す活動を行うファンタジーアクションストーリー。

## あらすじ
人間は死んだらまず最初に魂だけになる。そして魂は“死”と“無”の狭間「死界」に送られる。死界には鬼と呼ばれる無数のゴブリンがはびこり、その死界で煩悩の数である108回ゴブリン達に殺されると魂は無になってしまう。
ジンとクララは、「ソウルリヴァイヴァー」（魂の救出屋）と呼ばれ、死んだ人間を現実に引き戻すことができる力を持っている。彼らは、内閣直下の秘密機関から高額な報酬と引き換えに依頼を受け、死界からまだ生きる必要のある死者の魂を現実へ連れ戻す。魂の救出ミッションを100％の成功率で遂行する2人のもとには様々な依頼が舞い込むのだが、人間を“無”に還すために死界と現実を行き来する「シンカー」と呼ばれるものが現れ、その者とも戦うことになる。

## 用語解説
リヴァイバー
死んだ後の人間が送られる世界"死界"に自由に出入りすることができる人間。
普段は殺害されてしまった罪のない人間を死界から連れ戻すことを生業としている。

## 登場人物
神 竜介（じん りゅうすけ）
「リヴァイヴァー」の1人。元刑事。殺人事件の犯人を追跡中、上司の指示に従わずに単独で犯人を追っていた最中に殉職したが、10日後に墓から甦る。鬼面との「リヴァイヴァー」になる契約で、右目を失った。大飯喰らい。
赤町 クララ（せきまち クララ）
「リヴァイヴァー」の1人。3年前の高校生の時に両親と弟を殺害された。その殺人犯が現実と死界を行き来できる能力者であることを知り、復讐するために「リヴァイヴァー」となる。鬼面との「リヴァイヴァー」になる契約で、心臓を失う。高級スポーツカーが大好きで、運転技術もプロ級。
安藤 麗子（あんどう れいこ）
内閣直下の秘密機関である内閣情報調査室・特務一課に所属。元刑事で、神の上司。機関の中で神とクララにサルベージの依頼を頼む権利を持つ唯一の人物で、神とクララが死界でゴブリンと闘う際に使用する武器や車も調達する。
桃弁天（べんてん）
死界の階層帯の番人クラス。元は人間で、付き合っていた男に別の女がいることを知り、崖から飛び降りた。しかし、ゴブリンとなり死界に来る魂を無に還すだけの仕事に飽き、神たちを助け始める。
阿修羅（あしゅら）
死界の階層帯の番人クラス。元は人間で、理不尽ないじめに耐えかねて自殺。
ヴァーガ
死界の階層帯の番人クラス。元は人間で、暴走族だった時に敵対チームとチキンレースを行い、ブレーキが壊れていたため海に落ちて死亡。
鬼面（きめん）
死界と現実を自由に行き来でき、他人にもその能力を与えることができる。神とクララの契約主で、「リヴァイヴァー」としての能力を与える契約の証として、神の右目、クララの心臓を奪う。
神楽（かぐら）
鬼面と同じく、死界と現実を自由に行き来する力を持つ。「リヴァイヴァー」とは反対に、生きているものを死に堕とす「シンカー」（沈没屋）を生み出す契約主。

## 単行本
- 藤沢とおる（原作・構成・キャラクターデザイン）、秋重学（作画） 『ソウルリヴァイヴァー』 ヒーローズ〈ヒーローズコミックス〉、全6巻
  1. 2012年9月5日発売、ISBN 978-4-86468-303-6
  2. 2012年12月5日発売、ISBN 978-4-86468-312-8
  3. 2013年5月2日発売、ISBN 978-4-86468-329-6
  4. 2013年12月27日発売、ISBN 978-4-86468-353-1
  5. 2014年10月4日発売、ISBN 978-4-86468-384-5
  6. 2015年2月5日発売、ISBN 978-4-86468-399-9